# بوب كوهير
بوب كوهير (بالإنجليزية: Bob Koherr)‏ هو مخرج وممثل أمريكي، ولد في 1953.

## أعمال

### أفلام
- (2009) سباق إلى جبل ساحرة[2]

### مسلسلات
- اسمي إيرل
- كولد كيس
- ويدز

## وصلات خارجية
- بوب كوهير على موقع IMDb (الإنجليزية)
- بوب كوهير على موقع ألو سيني (الفرنسية)
- بوب كوهير على موقع أول موفي (الإنجليزية)
- بوب كوهير على موقع أول موفي (الإنجليزية)
- بوب كوهير على موقع قاعدة بيانات الأفلام السويدية (السويدية)
- بوب كوهير على موقع قاعدة بيانات الفيلم (الإنجليزية)
- بوب كوهير على موقع كينوبويسك (الروسية)